# 어메이징 그레이스 (라디오 프로그램)
《정민아의 어메이징 그레이스》(정민아의 Amazing grace)는 대한민국의 방송국 기독교방송의 라디오 채널 CBS 음악FM, CBS 표준FM, CBS JOY4U에서 매일 오전 6시 ~ 오전 7시까지 방송하는 라디오 프로그램이다. 2007년 1월 1일에 신설되어 현재까지 방송되고 있으며, 주로 해외 기독교 음악을 들려주며, 현재는 정민아 아나운서가 진행하고 있다.
2015년 9월 14일에 개국한 CBS의 인터넷 크리스천 음악 전문채널인 CBS JOY4U에서도 청취가 가능하다. 수도권에서는 초단파 93.9㎒, 부산광역시에서는 초단파 102.1㎒, 서부산에서는 초단파 105.3㎒, 대구광역시 전지역, 경산, 구미, 칠곡, 성주, 고령 등 경북 일부지역에서는 초단파 97.1㎒, 광주광역시 전지역, 나주, 담양, 장성 등 전남 일부지역에서는 초단파 98.1㎒, 강원특별자치도, 충청남북도, 전북특별자치도, 제주특별자치도 등의 지방과 해외에서는 CBS 인터넷 라디오 레인보우로 들을 수 있다.
2023년 4월 10일부터 굿모닝뉴스의 폐지에 따라 CBS 표준FM에서도 동시방송되며 월요일부터 토요일까지 전국방송으로 송출되고 있다.
2025년 6월 23일부터 가스펠 아워가 폐지됨에 따라 CBS JOY4U에서 매일 오후 4시부터 6시까지 재방송으로 송출되고 있다.
단, 이 프로그램은 모두 전국방송이다.

## 진행
- 정민아 아나운서

## 주파수
- 수도권 - 93.9(매일), 98.1(월~토)
- 부산 - 102.1(매일), 102.9(월~토)
- 대구 - 97.1(매일), 103.1(월~토)
- 광주 - 98.1(매일), 103.1(월~토)

## 강원특별자치도
(월~토) 
- 춘천 - 93.7
- 원주 - 94.9
- 강릉, 속초 - 91.5, 91.9

## 충청권
(월~토) 
- 대전, 세종, 충남 - 91.7, 99.3
- 충북 청주, 충주 - 91.5, 99.3

## 영남권
(월~토)
- 울산 - 100.3
- 경남 창원, 진주 - 106.9, 94.1
- 경북 포항(월~토) - 91.5

## 호남권
(월~토) 
- 전남 여수, 순천, 광양 - 102.1, 89.5
- 전북특별자치도 전주, 익산, 군산, 남원, 순창, 고창 - 103.7, 90.7, 96.3
- 제주특별자치도 - 93.3, 90.9

## 오프닝 시그널
- Andre rieu, Johann Strauss Orchestra, The Coriovallum Pipeband - Amazing Grace